# South Darenth
South Darenth är en ort i grevskapet Kent i sydöstra England. Orten ligger i distriktet Sevenoaks, cirka 5 kilometer öster om Swanley och cirka 5 kilometer sydost om Dartford. Tätorten (built-up area) hade 4 688 invånare vid folkräkningen år 2011.